# 仙波糖化工業
仙波糖化工業株式会社（せんばとうかこうぎょう）は、栃木県真岡市に本社を置く食品製造メーカー。

## 沿革
特記以外出典
- 1946年10月 - 個人商店として現在地に創業[2]
- 1947年7月1日 - 仙波糖化工業株式会社設立
- 1964年 - 粉末食品を販売開始
- 1994年11月 - 日本証券業協会へ株式を店頭公開（現在のJASDAQ）
- 2002年4月 - クリエイトインターナショナル株式会社（現・連結子会社）を新設
- 2004年12月 - 日本証券業協会への店頭登録を取消し、ジャスダック証券取引所の株式を上場
- 2010年4月 - ジャスダック証券取引所と大阪証券取引所の合併に伴い、大阪証券取引所JASDAQに上場する
- 2013年7月 - 東京証券取引所と大阪証券取引所の統合に伴い、東京証券取引所JASDAQ（スタンダード）に上場する

## 製品
- 粉末食品 - 煎茶、ほうじ茶、紅茶、コーンスープ、オニオンスープ
- カラメル - カスタードプリン用
- フリーズドライ - とろろ芋